# Partoruan Janji Matogu
Partoruan Janji Matogu is een bestuurslaag in het regentschap Toba Samosir van de provincie Noord-Sumatra, Indonesië. Partoruan Janji Matogu telt 416 inwoners (volkstelling 2010).